# Jinguofortis
Jinguofortis is een geslacht van uitgestorven vogels uit het Vroeg-Krijt leefde van het huidige China, behorende tot de Pygostylia. De enige benoemde soort is Jinguofortis perplexus.

## Vondst en naamgeving
Zhou Zhonghe groef bij het dorp Shixia, in de prefectuur Weichang van de provincie Hebei, het fossiel op van een vogel.
In 2018 werd de typesoort Jinguofortis perplexus benoemd en beschreven door Wang Min, Thomas A. Stidham en Zhou. De geslachtsnaam combineert een Chinees jinguo, 巾帼, 'vrouwelijke krijger' met een Latijn fortis, 'sterk'. Dit was bedoeld als eerbetoon aan alle vrouwelijke wetenschappers. De soortaanduiding betekent 'verbluft' in het Latijn. Daarmee werd niet bedoeld dat de vogel zelf verbluft was maar dat hij een verbluffende combinatie van basale en afgeleide eigenschappen bezit.
Het holotype IVPP V24194 is gevonden in een laag van de bovenste Dabeigouformatie, die dateert uit het Barremien, 127 miljoen jaar oud. Het bestaat uit een vrijwel volledig skelet met schedel, platgedrukt op een plaat en tegenplaat. Het fossiel ligt in verband. De slagpennen van de armen zijn bewaard gebleven. Daarnaast zijn er een paar gastrolieten aangetroffen. Het betreft, gezien de mate van verbening van het skelet, minstens een jongvolwassen en vermoedelijk een volledig uitgegroeid individu. Het fossiel maakt deel uit van de collectie van het Institute of Vertebrate Paleontology and Paleoanthropology te Beijing.

## Beschrijving
Jinguofortis is een vrij grote soort. De vleugelspanwijdte werd geschat op 697 millimeter, het lichaamsgewicht op 250,2 gram.
De beschrijvers gaven verscheidene onderscheidende kenmerken aan. Sommige daarvan werden aangeduid als autapomorfieën, unieke afgeleide kenmerken. Problematisch is dat deze kenmerken uniek zijn voor soorten buiten de Ornithothoraces. Ze zijn daarmee alleen echte autapomorfieën als Jinguofortis inderdaad basaler is dan Sapeornis zoals uit hun analyse bleek. Er staan tanden voorin de praemaxillae. Het aantal ruggenwervels bedraagt negen of tien. Het vorkbeen is boomrangvormig waarbij de takken een hoek met elkaar maken van 70 graden. Het achterblad van het darmbeen loopt snel taps naar achteren uit in een punt. De eerste teen is langwerpig met 70 procent van de lengte van de tweede teen.
Daarnaast is er een unieke combinatie van op zich niet unieke kenmerken. Het dentarium van de onderkaak draagt minstens zes, dicht opeen staande, tanden. Althans bij het volwassen dier zijn schouderblad en ravenbeksbeen vergroeid tot een scapulocoracoïde. Het borstbeen is verbeend. Bij het opperarmbeen is de deltopectotale kam groot en niet doorboord. Het derde middenhandsbeen is sterk naar achteren gebogen. De derde vinger is verkort wat resulteert in een formule voor de vingerkootjes van 2-3-2-0-0. Het derde en vierde middenvoetsbeen steken even ver naar onderen uit. Het tweede kootje van de tweede teen heeft een uitstekende hiel aan de bovenste zoolzijde. De arm is anderhalfmaal langer dan de achterpoot.

## Fylogenie
Een cladistische analyse vond Jinguofortis tamelijk basaal in de stamboom, een klade vormend met de zustersoort Chongmingia. De klade werd de Jinguofortisidae gedoopt. Een normale afleiding zou de vorm "Jinguofortidae" hebben opgeleverd.
Volgens de analyse stonden de Jinguofortisidae tussen Confuciusornis en Sapeornis in de stamboom. Als die positie correct is, betekent het dat de Jinguofortisidae als eerste vogelgroep de derde vinger reduceerden van vier naar twee kootjes. Als mogelijke verklaring hiervoor werd gegeven dat de derde vinger bedekt werd door slagpennen, zonder ermee verbonden te zijn, en dus geen functie meer had. Nog basalere vogels hadden echter gedurende tientallen miljoenen jaren de lange vinger behouden ondanks een in wezen zelfde relatie met de slagpennen.
Volgens de beschrijvers toonden de Jinguofortisidae nóg een evolutionaire vernieuwing: schouderblad en ravenbeksbeen waren met elkaar vergroeid. Nu is dat eigenlijk een plesiomorfie voor de Theropoda waarbij het normaal is dat bij oudere dieren de schoudergordel zo verbeent. De beschrijvers meenden echter dat Archaeopteryx en Confuciusornis geen vergroeiing hadden. Als dat zo zou zijn dan is de huidige toestand bij moderne vogels, waarbij ze ook al niet vergroeid zijn, een terugkeer naar de toestand van de meest basale vogels — of juist een voortzetting daarvan maar dan is de sterke verbening bij de Jinguofortisidae een terugkeer voor die tak alleen naar de toestand van basale theropoden. Problematisch bij deze hypothese is echter dat het zeer onzeker is of de vergroeiing bij Archaeopteryx en Confuciusornis ontbreekt. Dat is voor Archaeopteryx alleen vastgesteld bij het zogenaamde 'Thermopolisexemplaar'. De specimina van Confuciusornis zijn alle compressiefossielen waarbij wel een beennaad zichtbaar is maar de mate van vergroeiing verder lastig is te bepalen. Dat bij sommige exemplaren de botten op hun raakvlak hebben losgelaten, kan een teken zijn van een jeugdige leeftijd. Bij basale theropoden zijn de elementen ook zelden naadloos versmolten. In ieder geval ontbreken bij zulke basale vormen speciale aanpassingen om de twee botten ten opzichte van elkaar te laten articuleren. De simpelste interpretatie is dat een vaste verbinding tot na de Jinguofortisidae gehandhaafd bleef.

## Levenswijze
Jinguofortis leefde in een bosrijke omgeving. Moderne vogels in zo'n habitat hebben vaak korte brede vleugels waarmee ze snel kunnen opstijgen en goed manoeuvreren. Jinguofortis lijkt ook die eigenschappen te bezitten. De slankheid van zijn vleugel is slechts twee derden, 0,665, en een vleugeloppervlak van 730 cm² levert bij zijn gewicht van een half pond een vleugelbelasting op van maar 3,43 kg/cm², lichter dan bij enige andere bekende basale vogel. Dergelijke parameters zijn overigens verenigbaar met een groot gamma aan  vluchtstijlen waaronder een continue klappende vlucht, een klappende vlucht onderbroken door korte glijvluchten en het gebruikmaken van thermiek.
De maagstenen die aangetroffen zijn in de buikholte hebben dezelfde positie als de spiermaag bij moderne vogels en worden meestal gezien als een aanwijzing voor een plantenetende levenswijze. Een dergelijke maag kan namelijk goed gebruikt worden om zaden te vermalen.